# Bruxelles-Ingooigem 2004
La Bruxelles-Ingooigem 2004, cinquantasettesima edizione della corsa, si svolse il 23 giugno su un percorso di 175 km, con partenza da Halle e arrivo a Ingooigem. Fu vinta dal belga Steven Caethoven della squadra Vlaanderen-T-Interim davanti ai connazionali Bert De Waele e Gorik Gardeyn.

## Ordine d'arrivo (Top 10)
| Pos. | Corridore        | Squadra                          | Tempo    |
| ---- | ---------------- | -------------------------------- | -------- |
| 1    | Steven Caethoven | Vlaanderen-T-Interim             | 4h20'00" |
| 2    | Bert De Waele    | Landbouwkrediet-Colnago          | a 3"     |
| 3    | Gorik Gardeyn    | Lotto-Domo                       | a 1'56"  |
| 4    | Michael Blanchy  | Chocolade Jacques-Wincor Nixdorf | a 3'11"  |
| 5    | David O'Loughlin |                                  | s.t.     |
| 6    | Leif Hoste       | Lotto-Domo                       | s.t.     |
| 7    | Sven Renders     | Jong Vlaanderen 2016             | s.t.     |
| 8    | Ludovic Capelle  | Landbouwkrediet-Colnago          | a 5'10"  |
| 9    | Kevin Van Impe   | Lotto-Domo                       | s.t.     |
| 10   | Kurt Hovelijnck  | Jong Vlaanderen 2016             | s.t.     |